# Adolf II van Schauenburg en Holstein
Adolf II van Schauenburg en Holstein (circa 1128 - nabij Demmin, 6 juli 1164) was van 1130 tot aan zijn dood heer van Schauenburg en van 1130 tot 1138 en van 1142 tot aan zijn dood graaf van Holstein. Hij behoorde tot het huis Schaumburg.

## Levensloop
Adolf II was een zoon van graaf Adolf I van Schauenburg en Holstein uit diens huwelijk met ene Hildewa. In 1130 volgde hij zijn vader op als heer van Schauenburg en als graaf van Holstein en Stormarn, wegens zijn minderjarigheid onder het regentschap van zijn moeder.
Na de dood van keizer Lotharius III in 1137 verleende de nieuwe Rooms-Duitse koning Koenraad III het hertogdom Saksen aan markgraaf Albrecht de Beer van Brandenburg, nadat de vorige hertog Hendrik de Trotse was geëxcommuniceerd. Albrecht werd de nieuwe leenheer van Adolf II en nam de graafschappen Holstein en Stormarn in beslag, die hij vervolgens aan Hendrik van Badewide schonk. In 1142 kreeg Adolf II zijn gebieden terug, nadat koning Koenraad III het hertogdom Saksen aan Hendrik de Leeuw had geschonken, de zoon van Albrecht de Trotse. Ook verwierf hij toen Wagrië, een gebied dat in handen was van heidense West-Slavische Abodriten.
Daarna begon Adolf zich in te zetten om in zijn gebieden de christelijke missionering te promoten, waarin hij gesteund werd door missionaris Vicelinus. In het centrum van Holstein liet hij eveneens de verwoeste Siegesburg heropbouwen, sinds Hendrik de Leeuw hem deze grootste en belangrijkste vesting van het noordelijke Elbegebied had overgedragen. Vanuit zijn burcht bouwde hij zijn heerschappij in Holstein, Stormarm en Wagrië verder uit. Bovendien stuurde Adolf II kolonisten uit Holstein, Noordrijn-Westfalen en de Nederlanden naar Wagrië zodat het gebied christelijker zou worden en stichtte hij in 1143 of 1144 de stad Lübeck, die hij in 1158 echter moest afstaan aan Hendrik de Leeuw, die ontevreden was over Adolfs inmenging in de Deense troonstrijd. Een jaar later, in 1159, begeleidde hij keizer Frederik I Barbarossa, naar Italië.
Om zijn positie in Wagrië te versterken sloot Adolf II in 1143 een akkoord met de Abodritische koning Niklot, met wie hij een vertrouwelijke band had. In de grote Wendenkruistocht van 1147, die zich vooral tegen de Abodriten en dus ook Niklot richtte, vocht Adolf evenwel aan de zijde van zijn leenheer Hendrik de Leeuw. Ook in 1164 nam hij deel aan een veldtocht van Hendrik de Leeuw tegen de Abodriten. Op 6 juli 1164 sneuvelde hij in de Slag bij Verchen, nabij Demmin in Voor-Pommeren. Zijn lijk werd gebalsemd en bijgezet in de Dom van Minden.

## Huwelijk en nakomelingen
Adolf II was gehuwd met Machteld, dochter van graaf Sizzo III van Schwarzburg-Kevernburg. Ze hadden een zoon: 
- Adolf III (1160-1225), graaf van Schauenburg en Holstein.